# Мирное (Талалаевский район)
Мирное (укр. Мирне) — село в Талалаевском районе Черниговской области Украины. Население — 39 человек. Занимает площадь 3,41 км².
Код КОАТУУ: 7425380503. Почтовый индекс: 17252. Телефонный код: +380 4634.

## Власть
Орган местного самоуправления — Березовский сельский совет. Почтовый адрес: 17252, Черниговская обл., Талалаевский р-н, с. Березовка, ул. Славы, 2.